# Мате Паткаї
Мате Паткаї (угор. Máté Pátkai, нар. 6 березня 1988, Будапешт) — угорський футболіст, півзахисник клубу «Вашаш».
Виступав, зокрема, за клуби МТК (Будапешт) та «Дьйор», а також національну збірну Угорщини.
Триразовий чемпіон Угорщини. 

## Клубна кар'єра
У дорослому футболі дебютував 2007 року виступами за команду клубу МТК (Будапешт), в якій провів чотири сезони, взявши участь у 100 матчах чемпіонату.  Більшість часу, проведеного у складі МТК, був основним гравцем команди. За цей час виборов титул чемпіона Угорщини.
Своєю грою за цю команду привернув увагу представників тренерського штабу клубу «Дьйор», до складу якого приєднався 2012 року. Відіграв за клуб з Дьйора наступні три сезони своєї ігрової кар'єри. Граючи у складі «Дьйора» також здебільшого виходив на поле в основному складі команди.
До складу клубу «Фегервар» (тоді ще «Відеотон») приєднався 2015 року. Всього відіграв за клуб з Секешфегервара 147 матчів в національному чемпіонаті.
Влітку 2020 приєднався до складу «Вашаша».

## Виступи за збірну
2012 року дебютував в офіційних матчах у складі національної збірної Угорщини.

## Титули і досягнення
- Чемпіон Угорщини (3):

МТК (Будапешт): 2007–2008
«Дьйор»: 2012–2013
«Відеотон»: 2017–2018